# 顏玉瑩
顏玉瑩（Gan Geok-Eng，1900年—1981年3月20日），是一位出生於福建省漳州海澄縣的商人。他是白花油的始創人。

## 生平

### 家族與早年生活
顏玉瑩的家族散布於金門、廈門等地。顏玉瑩的父親是一位中醫師；顏玉瑩在家中排行第三，上頭有兄長與姊姊各一位。

### 南洋謀生
顏玉瑩在七歲時同父親離開廈門，前往南洋謀求新生活。隨後，他在新加坡由基層小工做起，也當過小販。在經營多年後，顏玉瑩在檳城開設糖果工廠並經營橡膠事業，也在新加坡經營一些小生意。不幸的是，他的事業大多在二次世界大戰毀於戰火之中。

### 白花油事業
1927年，顏玉瑩在經過多年研究和試驗發現利用薄荷、樟腦、薰衣草、桉葉等天然植物調製而成之藥油及藥膏極具療效；該配方可用於緩解感冒頭痛、中暑暈眩及蚊蟲叮咬等日常疾病。因該藥油之氣味近似水仙之氣味，且他的妻子也喜愛該種花卉（該種花卉在南洋又名「白花」），他於是將之命名為「白花油」。
1935年，他在檳城及新加坡註冊「白花」商標，同時在新加坡設廠生產。
1951年，在白花油事業於檳城及新加坡取得成功之後，顏玉瑩前往香港成立工廠，並在當地採取一系列策略性市場推廣活動；其中，他利用了獨特的大型戶外廣告，並聘請知名粵劇藝人協助宣傳。
1953年起，他積極參與由香港中華廠商聯合會主辦的「香港工業產品展覽會」，以逐步確立「白花油」的市場地位。此後，當「白花油」正式在香港量產後，顏玉瑩便將在新加坡的廠房結束營運。
1962年，他在臺灣設立「和興白花油廠」量產「白花油」、「白花膏」及「可白牙膏」等產品，並將之銷往新加坡、香港及當地市場。

### 與蔣氏政權的聯繫

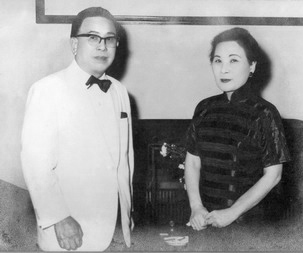
顏玉瑩與蔣宋美齡

戰後，顏玉瑩被新加坡僑界推為代表前往南京祝賀抗戰勝利，並首次與當時擔任軍事委員會委員長的蔣介石見面。
在國民政府撤退至臺灣後，顏玉瑩更年年前往臺灣向蔣介石祝壽並參與島內的各項慈善事業及官方慶祝活動，又不斷投資於當地；此時，他也多次獲得當局頒給獎牌、匾額及勳章，並屢次獲得高層接見。

### 公益事業
他曾在香港辦理「白花油慈善皇后」義賣活動，並積極響應中國大陸災胞救濟總會、紅十字會空飄物資等慈善活動，且因此多次獲得中華民國政府表揚。此外，他也全力支持臺灣省警察廣播電臺的「雪中送炭」節目，並多次親身參與發送棉被及慰問金的工作。
他更籌得經費開辦西環鐘聲小學，又設立香港白花油慈善會，並將每年所得盈餘捐與相關教育機構及其它慈善組織。
他曾擔任東華三院副主席及總理，也擔任過保良局總理及主席等職務。
1977年，顏玉瑩參與颱風災後賑濟活動，並因此成為第一位獲得褒揚令的華僑。

## 身後
顏福成於2010年在臺灣成立「顏玉瑩和興化工廠有限公司」，又於2014年在香港成立「玉瑩有限公司」，並將「顏玉瑩」商標於二十多個國家完成登記註冊。